# Phenytoin
Phenytoin (PHT), có tên thương mại Dilantin, là thuốc chống động kinh. Được sử dụng trong điều trị, giúp ngăn ngừa động kinh co cứng- co giật (tonic-clonic), động kinh cục bộ. Liều tiêm tĩnh mạch được sử dụng với các bệnh nhân động kinh không đáp ứng với các thuốc nhóm benzodiazepine. Ngoài ra, thuốc còn được sử dụng trong điều trị loạn nhịp thất hoặc đau thần kinh. Đường dùng chủ yếu là tiêm vào tĩnh mạch hoặc uống qua miệng. Hình thức tiêm tĩnh mạch thường bắt đầu hoạt động trong vòng 30 phút và có hiệu quả trong 24 giờ. Máu có thể được đo để xác định liều thích hợp.
Các phản ứng phụ thường gặp bao gồm buồn nôn, đau dạ dày, ăn mất ngon, phối hợp kém, tăng trưởng tóc và tăng nở. Tác dụng phụ nghiêm trọng tiềm ẩn bao gồm buồn ngủ, tự gây tổn thương, các vấn đề về gan, tủy xương, huyết áp thấp và hoại tử biểu bì độc hại. Có bằng chứng cho thấy sử dụng trong thời gian mang thai dẫn đến những bất thường ở trẻ. Dường như an toàn khi sử dụng khi cho con bú. Rượu có thể gây trở ngại cho tác dụng của thuốc.
Phenytoin được nhà hóa học người Đức Heinrich Biltz chế tạo lần đầu tiên vào năm 1908 và ông thấy nó có ích cho các cơn co giật vào năm 1936. Trong danh mục Các Thuốc thiết yếu của Tổ chức Y tế Thế giới, đây là thuốc hiệu quả nhất và an toàn nhất trong hệ thống y tế. Phenytoin có sẵn như một loại thuốc thông thường và thường không quá đắt. Chi phí bán buôn ở các nước đang phát triển là giữa 0,003 USD và 0,15 USD / liều. Một tháng điều trị khoảng US $ 30 tại Hoa Kỳ.

## Ứng dụng y tế

### Động kinh
- Tonic-clonic co giật: Chủ yếu được sử dụng trong quản lý dự phòng các cơn động kinh tonic-clonic với triệu chứng phức tạp (động kinh tâm thần). Cần có thời gian từ 5-10 ngày để đạt được hiệu quả chống co giật.
- Nhiễm tụ tiêu hoá: Chủ yếu được sử dụng để bảo vệ chống lại sự phát triển của động kinh tiêu hóa với triệu chứng phức tạp (động kinh tâm thần và thùy thái dương). Cũng có hiệu quả trong việc kiểm soát động kinh cục bộ với các triệu chứng tự trị.
- Các cơn động kinh vắng mặt: Không được sử dụng trong điều trị cơn động kinh vắng mặt vì có nguy cơ tăng tần số động kinh. Tuy nhiên, có thể được sử dụng kết hợp với các thuốc chống co giật khác trong thời gian vắng mặt kết hợp và động kinh tonic-clonic.
- Động kinh trong khi phẫu thuật: Dùng để phòng ngừa và điều trị cơn co giật xảy ra trong và sau khi phẫu thuật thần kinh.
- Tình trạng động kinh: Được xem xét sau khi điều trị thất bại bằng cách sử dụng một benzodiazepine do khởi phát chậm.[9]

### Cách dùng khác
- Nhịp tim bất thường: có thể được sử dụng trong điều trị nhịp tim thất trái và nhịp tim nhanh đột ngột sau khi các thuốc chống loạn nhịp khác hoặc loạn nhịp tim thất bại. Nó là thuốc chống loạn nhịp cấp 1b.[10]
- Độc tính Digoxin: dạng IV là thuốc được lựa chọn cho rối loạn nhịp tim do độc tính của glycoside tim.
- Não thần kinh trigeminal: Thuốc được lựa chọn thứ hai cho carbamazepine.[11]

### Những cân nhắc đặc biệt
- Theo dõi nồng độ trong huyết tương: Chỉ số điều trị hẹp. Tác dụng chống rò rỉ: 10-20 μg / mL; Tác dụng chống loạn nhịp: 10-20 μg / mL
- Tránh cho ra công thức bắp thịt trừ khi cần thiết do chết tế bào da và tiêu hủy mô tế bào.
- Người cao tuổi: Có thể cho thấy các dấu hiệu độc tính sớm.
- Béo phì: Sử dụng trọng lượng cơ thể lý tưởng để tính liều.
- Mang thai: Mang thai loại D do nguy cơ hội chứng hydantoin thai nhi và chảy máu ở bào thai. Tuy nhiên, kiểm soát động kinh tối ưu là rất quan trọng trong thời kỳ mang thai nên có thể tiếp tục dùng thuốc nếu lợi ích lớn hơn nguy cơ. Do nồng độ thuốc giảm trong thai kỳ, có thể cần phải tăng liều phenytoin nếu chỉ có lựa chọn để kiểm soát động kinh.
- Cho con bú: Nhà sản xuất không khuyên bạn nên cho con bú vì nồng độ phenytoin thấp được bài tiết trong sữa mẹ.[12]
- Bệnh gan: Không sử dụng liều nạp đường uống. Xem xét sử dụng giảm liều duy trì.
- Không sử dụng IV ở những bệnh nhân có nhịp tim chậm xoang, khối SA, khối u thứ hai hoặc thứ ba, hội chứng Stokes-Adams, hoặc đã biết quá mẫn với phenytoin hoặc bất cứ thành phần nào trong công thức tương ứng hoặc các hydantoin khác.
- Bệnh thận: Không sử dụng liều nạp đường uống. Có thể bắt đầu với liều duy trì tiêu chuẩn và điều chỉnh nếu cần.

## Xã hội và văn hóa

### Giá thành
Phenytoin có sẵn như một loại thuốc thông thường và thường không quá đắt. Giá bán buôn là 0,003 USD và 0,15 USD / liều. Một tháng điều trị khoảng US $ 30 tại Hoa Kỳ.
Kể từ tháng 9 năm 2012, giấy phép tiếp thị trường tại Anh đã được tổ chức bởi Công ty TNHH Flynn Pharma, Dublin, Ireland và sản phẩm, mặc dù được gọi là Phenytoin Sodium xxmg Flynn Hard Capsules. (The xxmg trong tên gọi là sức mạnh - ví dụ: 'Phenytoin sodium 25 mg Flynn Hard Capsules'). Viên nang này vẫn được thực hiện bởi nhà máy của công ty con Goetecke của Pfizer ở Freiburg, Đức và họ vẫn có Epanutin in trên đó. Sau khi Pfizer bán giấy phép tiếp thị của Anh cho Flynn Pharma, giá 28 viên nang natri phenytoin 25 mg đã đánh dấu Epanutin tăng từ 66p (khoảng $ 0.88) lên 15.74 £ (khoảng $ 25.06). Viên nang của các thế mạnh khác cũng tăng giá theo cùng một yếu tố-2384%, với chi phí cho Dịch vụ Y tế Quốc gia của Anh lên tới 43 triệu Bảng Anh (khoảng 68,46 triệu đô la) một năm. Các công ty đã được chuyển tới Cơ quan Cạnh tranh và Thị trường, người đã phát hiện ra rằng họ đã khai thác vị trí thống trị của họ trên thị trường để tính giá "quá mức và không công bằng".
Cơ quan Cạnh tranh và Thị trường (CMA) áp đặt mức phạt £ 84,2 triệu mỹ kim cho nhà sản xuất Pfizer, và mức phạt 5,2 triệu bảng Anh cho nhà phân phối Flynn Pharma và yêu cầu các công ty giảm giá.

### Tên thương mại
Phenytoin được bán dưới nhiều tên thương mại trên toàn thế giới.

## Nghiên cứu
Các bằng chứng dự kiến cho thấy phenytoin tại chỗ rất hữu ích trong việc chữa lành vết thương ở những người bị các vết thương da mãn tính. Phân tích meta cũng hỗ trợ việc sử dụng phenytoin trong việc xử lý các vết loét khác nhau.
Một số thử nghiệm lâm sàng đã khảo sát xem liệu phenytoin có thể được sử dụng như là chất chống sẹo thần kinh trong chứng đa xơ cứng.